# Iddesleigh
Iddesleigh lub Idsleigh – wieś i civil parish w Anglii, w Devon, w dystrykcie West Devon. W 2011 civil parish liczyła 201 mieszkańców. Iddesleigh jest wspomniana w Domesday Book (1086) jako Edeslege/Edeslega/Iweslei/Ywesleia.